# مشتت حراري

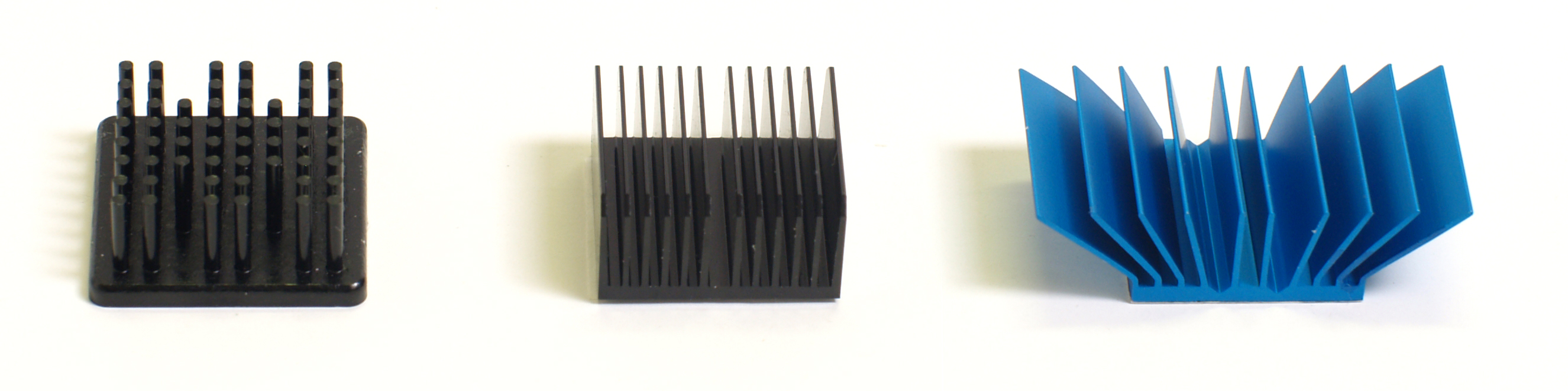
اشكال متنوعة لمشتتات حرارية

المشتت الحراري أو المصرف الحراري (بالإنجليزية: Heat sink)‏، مبادل حراري منفعل (سلبي) ينقل الحرارة التي يولدها جهاز ميكانيكي أو إلكتروني إلى وسط مائع -غالبًا هواء أو وسيط تبريد سائل- تصرف فيه الحرارة بعيدًا عن الجهاز، سامحةً بتنظيم درجة حرارة الجهاز عند المستويات المثلى. في الحواسيب، تستخدم المشتتات الحرارية لتبريد وحدات المعالجة المركزية ووحدات معالجة الرسوميات، وبعض الرقاقات ووحدات ذاكرة الوصول العشوائي (رام). تستخدم المشتتات الحرارية مع أجهزة أنصاف نواقل عالية القدرة كترانزستورات القدرة والبصريات الإلكترونية كأجهزة الليزر والصمامات الثنائية الباعثة للضوء (ليد)، حيث تكون قدرة التصريف الحراري للعنصر نفسه غير كافية لتعديل درجة حرارته.
يصمم المشتت الحراري بحيث تكون مساحة سطحه الملامس لوسيط التبريد المحيط به -الهواء مثلًا- أكبر ما يمكن. سرعة الهواء، واختيار المادة، وتصميم النتوءات، والمعالجة السطحية، كلها عوامل تؤثر على أداء المشتت الحراري. تؤثر أيضًا طرق تثبيت المشتت الحراري والمواد المستخدمة في الواجهة التبادلية الحرارية (المعجونة الحرارية) على درجة حرارة قالب الدارات التكاملية. يحسن اللاصق الحراري أو الشحم الحراري أداء المشتت الحراري بملء الجيوب الهوائية بين المشتت الحراري والناشر الحراري على الجهاز. يُصنع المشتت الحراري عادةً من الألمنيوم أو النحاس.

## مبدأ انتقال الحرارة
ينقل المشتت الحراري الطاقة الحرارية من الجهاز ذي درجة الحرارة الأعلى إلى وسط مائع ذي درجة حرارة أقل. كثيرًا ما يكون الوسط المائع هو الهواء، لكن يمكن له أيضًا أن يكون ماءً، أو وسيط تبريد، أو زيتًا. إذا كان الوسط المائع هو الماء، يدعى المشتت الحراري عادةً صفيحةً باردة. المشتت الحراري في الترموديناميك هو خزان حراري يمكنه امتصاص كمية غير محددة من الحرارة دون أن تتغير درجة حرارته تغيرًا ملحوظًا. على المشتتات الحرارية في الأجهزة الإلكترونية أن يكون لها درجات حرارة أعلى من المحيط لتتمكن من نقل الحرارة بالحمل والإشعاع والتوصيل. مغذيات القدرة في الأجهزة الإلكترونية ليست فعالةً 100%، لذا تنتج حرارة فائضة يمكن أن تكون ضارة لعمل الجهاز. لذلك، يتضمن التصميم مشتتًا حراريًّا لتصريف الحرارة.
لفهم مبدأ المشتت الحراري، نأخذ قانون فورييه للتوصيل الحراري. يظهر قانون فورييه للتوصيل الحراري بصيغته المبسطة لبعد وحيد بالاتجاه س أنه عندما يكون هناك تدرج حراري في جسم، تنتقل الحرارة من المنطقة ذات درجة الحرارة الأعلى إلى المنطقة ذات درجة الحرارة الأخفض. معدل انتقال الحرارة بالتوصيل، {\displaystyle q_{k}}، يتناسب طرديًا مع جداء تدرج درجة الحرارة بمساحة المقطع العرضي الذي تنتقل عبره الحرارة.
{\displaystyle q_{k}=-kA{\frac {dT}{dx}}}
ليكن هنالك مشتت حراري في مجرى هواء. تكون فرضًا قاعدة المشتت الحراري ذات درجة حرارة أعلى من الهواء. بتطبيق قانون انحفاظ الطاقة، لشروط الحالة المستقرة، وتطبيق قانون نيوتن في التبريد على عقد درجة الحرارة الظاهرة في الشكل تنتج مجموعة العلاقات التالية:
{\displaystyle {\dot {Q}}={\dot {m}}c_{p,in}(T_{air,out}-T_{air,in})}
{\displaystyle {\dot {Q}}={\frac {T_{hs}-T_{air,av}}{R_{hs}}}}
حيث
{\displaystyle T_{air,av}={\frac {T_{air,in}+T_{air,out}}{2}}}
استخدام درجة حرارة الهواء الوسطية افتراض صحيح لأجل مشتتات حرارية قصيرة نسبيًّا. عند حساب المبادلات الحرارية المدمجة، تستخدم درجة الحرارة اللوغاريتمية الوسطية. {\displaystyle {\dot {m}}} هو معدل تدفق الهواء بواحدة كغ/ث.
يظهر من العلاقات السابقة:
- عندما يتناقص تدفق الهواء عبر المشتت الحراري، تنتج عن ذلك زيادة في درجة حرارة الهواء الوسطية. يزيد هذا بدوره درجة حرارة قاعدة المشتت الحراري. بالإضافة إلى ذلك: تزداد المقاومة الحرارية للمشتت الحراري أيضًا. النتيجة الصافية ارتفاع درجة حرارة قاعدة المشتت الحراري.
- تتعلق درجة حرارة هواء الدخول بشدة بدرجة حرارة قاعدة المشتت الحراري. على سبيل المثال، إذا كانت هنالك إعادة تدوير للهواء في منتج ما، فإن درجة حرارة هواء الدخول ليست نفسها درجة حرارة الهواء المحيط. درجة حرارة هواء الدخول إلى المشتت الحراري أعلى لذلك السبب، ما ينتج أيضًا ارتفاع درجة حرارة قاعدة المشتت الحراري.
- إذا لم يكن هناك جريان هواء حول المصرف الحراري، لا يمكن نقل الطاقة.
- ليس المشتت الحراري جهازًا ذا «قدرة سحرية على امتصاص الحرارة كإسفنجة وإرسالها إلى كون موازٍ».[4]
- يتطلب الحمل الطبيعي جريانًا حرًّا للهواء على المشتت الحراري. إذا لم تصطف ريش التبريد بشكل عمودي، أو إذا كانت الريش متلاصقة بشكل يمنع مرور الهواء بينها، تنخفض فعالية المشتت الحراري.

## عوامل تصميمية

### المقاومة الحرارية
في أجهزة أنصاف النواقل المستخدمة في عدد من الأجهزة الإلكترونية الصناعية أو الاستهلاكية، تبسط فكرة المقاومة الحرارية عملية اختيار المشتتات الحرارية. ينمذَج تدفق الحرارة بين قالب نصف الناقل والهواء المحيط كسلسلة مقاومات لتدفق الحرارة؛ هناك مقاومة من القالب إلى غلاف الجهاز، ومن الغلاف إلى المشتت الحراري، ومن المشتت الحراري إلى الهواء المحيط. مجموع هذه المقاومات هو المقاومة الحرارية الكلية من القالب إلى الهواء المحيط. تعرف المقاومة الحرارية بأنها ارتفاع درجة الحرارة المقابل لواحدة الاستطاعة، وهي مماثلة للمقاومة الكهربائية، ويعبر عنها بالدرجات المئوية لكل واط (°C/W). إذا كان مقدار التصريف الحراري للجهاز بالواط معروفًا، وكانت المقاومة الحرارية الكلية محسوبة، يمكن حساب ارتفاع درجة حرارة القالب عن الهواء المحيط.
تُستخدم فكرة المقاومة الحرارية لمشتت حراري نصف ناقل كتقريب. وهي لا تأخذ بالحسبان عدم انتظام توزع الحرارة على الجهاز أو المشتت الحراري. هي تنمذج فقط نظامًا في حالة توازن حراري، وتهمل تغير درجة الحرارة مع الزمن. ولا تعكس لاخطية كل من الإشعاع والحمل بالنسبة لارتفاع درجة الحرارة. على كل، تدرج الشركات الصانعة قيمًا نمطية للمقاومات الحرارية للمشتتات الحرارية وأجهزة أنصاف النواقل في جداول، الأمر الذي يسهل عملية اختيار المشتتات الحرارية التجارية.
للمشتتات الحرارية التجارية المصنوعة من الألمنيوم المبثوق مقاومة حرارية (من المشتت الحراري إلى الهواء المحيط) تتراوح من 0.4 °C/W للمشتتات الحرارية الكبيرة المصنعة لأجهزة تي أو 3 (بالإنجليزية TO-3)، إلى ما يصل حتى 85 °C/W للمشتتات الحرارية المشبكية (تثبت بملاقط مشبكية) لعلب تي أو 92 (بالإنجليزية TO-92) البلاستيكية الصغيرة. يمتلك ترانزستور القدرة الشائع 2N3055 في علب تي أو 3 مقاومة حرارية داخلية من الوصلة إلى العلبة مقدارها 1.52 °C/W، حسب حجم العلبة، واستخدام الشحم أو رنديلة الميكا العازلة.

### مادة الصنع
أكثر المواد المستخدمة في المشتتات الحرارية شيوعًا هي خلائط الألمنيوم. تمتلك خليطة الألمنيوم 1050 إحدى أعلى فيم الموصلية الحرارية والتي تبلغ 229 واط/م.ك ولكنها طرية ميكانيكيًّا. تُستخدم خلائط الألمنيوم 6060 (إجهاد منخفض)، و6061، و6063 بشكل شائع، بقيم موصلية حرارية تبلغ 166 و201 واط/م.ك على الترتيب. تعتمد القيم على المعالجة الحرارية للخليطة. يمكن صنع المشتتات الحرارية من قطعة واحدة من الألمنيوم عن طريق البثق، أو الصب، أو التفريز.
للنحاس خصائص ممتازة كمشتت حراري من ناحية موصليته الحرارية، ومقاومته للحت، ومقاومته لتشكل الشوائب الحيوية، ومقاومته للبكتيريا. تبلغ الموصلية الحرارية للنحاس نحو ضعفي الموصلية الحرارية للألمنيوم، نحو 400 واط/م.ك للنحاس النقي. تطبيقاته الأساسية في المنشآت الصناعية، ومحطات الطاقة، وأنظمة المياه الشمسية الحرارية، وأنظمة التدفئة والتهوية وتكييف الهواء (HVAC)، وسخانات المياه العاملة على الغاز الطبيعي، وأنظمة التبريد والتسخين بالهواء القسري، والتدفئة والتبريد الأرضيين الحراريين، والأنظمة الإلكترونية.
النحاس أغلى وأكثف بثلاث مرات من الألمنيوم. يمكن صنع المشتتات الحرارية من قطعة واحدة من النحاس عن طريق التشريح المعدني (الكشط) أو التفريز. يمكن لحام ريش الصفائح المعدنية بالقصدير على جسم نحاسي مستطيل. النحاس أقل مطيليةً من الألمنيوم؛ لذا لا يمكن بثقه في شكل مشتتات حرارية.

## أنواع المشتتات الحرارية
يوجد في الوقت الحالي نوعان من المشتتات الحرارية وهي:
- المشتت الهوائي : وهو من معدن موصل للحرارة مع مروحة للتبريد.
- المشتت المائي : وهو يستخدم الماء بدل المعدن في نقل الحرارة ثم تبريد الماء باستخدام اللوح المشع بواسطة مروحة لتبريد الماء.